# جاكوب لارسن
جاكوب لارسن (5 مايو 1997 في الدنمارك - ) هو لاعب كرة سلة دانمركي في مركز هجوم قوي الجسم. لعب مع SISU BK ‏ وGonzaga Bulldogs men's basketball ‏.

## وصلات خارجية
- جاكوب لارسن على موقع كرة السلة الأوروبية.كوم (الإنجليزية)
- جاكوب لارسن على موقع كلية كرة السلة في سبورتس رفرنس.كوم (الإنجليزية)
- جاكوب لارسن على موقع بروبوليرز (الإنجليزية)